# L'Avare en gants jaunes
L'Avare en gants jaunes est une comédie-vaudeville en 3 actes d'Eugène Labiche, en collaboration avec Anicet-Bourgeois, représentée pour la première fois à Paris au Théâtre du Palais-Royal le 1er mai 1858.
Elle a paru aux éditions Michel Lévy frères.

## Distribution
| Acteurs et actrices ayant créé les rôles |                    |
| Personnage                               | Acteur ou actrice  |
| Arthur Potfleury                         | M. Delannoy        |
| Octave, son fils                         | Ravel              |
| Champein, officier d'artillerie          | M. Darmy           |
| Dutillet, homme d'affaires               | M. Leriche         |
| Cadet, domestique d'Octave               | les toilettes      |
| Fructueux, propriétaire                  | Amant              |
| Greffé, rentier                          | Kalekaire          |
| Mme veuve de Bois-Rosé                   | Mme A. Legros      |
| Miranda, sa fille                        | Mme Élisa Fournier |
| Rosine, fille de Fructueux               | Mme Lillia         |
| Rosa, fleuriste                          | Mme Antonia        |
| Paphos, garçon de restaurant             | M. Michel          |
| Un joueur                                | M. Félicien        |
| Un autre garçon                          | M. Lacroix         |
| Un troisième garçon                      | M. Bachelard       |